# (11112) Cagnoli
(11112) Cagnoli (1995 WM2) – planetoida z grupy pasa głównego asteroid okrążająca Słońce w ciągu 5,02 lat w średniej odległości 2,93 j.a. Odkryta 18 listopada 1995 roku.